# Louis Harmand
Pour les articles homonymes, voir Harmand.
Pour l’article ayant un titre homophone, voir Louis Armand.
Louis Harmand, né le 13 octobre 1906 à Nancy et mort le 2 juin 1974 à Clamart est un historien français, spécialiste de l'Occident romain.

## Biographie
Louis Harmand est l'aîné et a deux frères Jean et Henry ainsi qu'une sœur Elizabeth.
Il se marie en 1935 avec Marie-Louise Humbert à Onville (54). Ils auront 3 enfants : Marie-Josephe (1938, Nancy- 2019, Caen), Xavier (1939, Nancy - 1970), Michel (1943, Fontenay-Aux-Roses)
Après avoir été nommé à l'Université de Clermont Ferrand comme professeur d'histoire antique, il habitera à Fontenay aux Roses puis à Sceaux.
 
Sa tombe est à Onville.

## Publications sélectives
- L'Orient et la Grèce, programme 1943 classe de 6me par Louis Harmand, cours Victor L. Tapié, A. Hatier, Paris, 1943, 286p
- Libanius : discours sur les patronages, texte traduit, annoté et commenté par Louis Harmand, Presses universitaires de France, Paris, 1955, 216 p.
- Un aspect social et politique du monde romain : le patronat sur les collectivités publiques des origines au Bas-Empire, Presses universitaires de France, Paris, 1957, 563 p.
- L'Occident romain : Gaule, Espagne, Bretagne, Afrique du Nord (31 av. J.C. à 235 ap. J.C.), Payot, Paris, 1960, 494 p.